# Thomas Lam
Pour les articles homonymes, voir Thomas Lam (homonymie).
Thomas Lam, né le 18 décembre 1993 à Amsterdam aux Pays-Bas, est un footballeur international finlandais qui évolue au poste de défenseur central à l'Apollon Limassol.
Né d'un père néerlandais et d'une mère finlandaise, il possède la double nationalité finno-néerlandaise.

## Biographie

### En club

#### Jeunesse
Thomas Lam est né et a grandi aux Pays-Bas d'une mère finlandaise et d'un père néerlandais, a commencé sa carrière de jeune à l'AFC avant de rejoindre l'AZ Alkmaar en 2005, où il progressa dans l'académie.

#### AZ Alkmaar
Il commença sa carrière senior à l'AZ Alkmaar en 2011, en signant son premier contrat professionnel. Peu de temps après, Lam a reçu le maillot numéro vingt-huit pour la nouvelle saison. Le 13 avril 2012, bien qu'il n'ait fait aucune apparition lors de sa première saison, Lam prolongea son contrat avec AZ jusqu'en 2016. Au cours de la saison 2012-13, Lam fut touché à des problèmes à la cuisse en début de saison, l'éloignant des terrains. Ce n'est que le 16 septembre 2012 que Lam fit ses débuts avec l'AZ, remplaçant Giliano Wijnaldum, lors d'une victoire 1-0 à domicile contre le Roda JC. Après avoir passé la majeure partie de la saison, Lam écopa d'un carton rouge à la 31e minute, lors d'une victoire 2-1 contre l'Heracles Almelo le 31 mars 2013. Malgré cela, Lam termina la saison, faisant six apparitions pour le club. Bien qu'il ne figurait pas dans l'équipe, le club a remporté la Coupe KNVB après avoir battu le PSV Eindhoven 2-1. Au cours de la saison 2013-2014, Lam fut rétrogradé dans l'équipe réserve à la suite de la nouvelle arrivée de Dick Advocaat. Thomas Lam joue un match en Ligue Europa avec le club de l'AZ Alkmaar. Il s'agit d'une rencontre disputée contre l'équipe grecque du PAOK Salonique (match nul 2-2). À cette occasion, il inscrit son premier but avec les professionnels.

#### PEC Zwolle
Le 24 juillet 2014,  Lam signa un contrat avec le PEC Zwolle. Après être apparu comme remplaçant lors d'une victoire 4-1 contre l'Ajax Amsterdam dans le Johan Cruyff Shield, Lam fit ses débuts le 16 août 2014, où il remplaça Maikel van der Werff en seconde période, lors d'une victoire 2-1 contre le Dordrecht FC. Le 29 octobre 2014, Lam inscrivit son premier triplé de sa carrière, lors d'une victoire 6-1 contre Hardenberg au troisième tour de la Coupe KNVB. Lam marqua son premier but en championnat le 20 décembre 2014, lors d'une défaite 2-1 contre le SC Cambuur. Lam marqua une fois de plus en quart de finale de la Coupe KNVB, lors d'une victoire 3-2 contre cette même équipe,  suivie d'une victoire 2-0 contre le FC Utrecht plusieurs jours plus tard. Malgré une blessure et une suspension, lors de la saison 2014-15, Lam apparût trente-quatre fois et marqua six fois dans toutes les compétitions. Lam joua 81 minutes en finale de la Coupe KNVB, perdue 2-0 contre le FC Groningue. Au cours de la saison 2015-16, Lam s'imposa régulièrement en tant qu'arrière central et marqua son premier but de la saison, lors d'une défaite 5-1 contre le Vitesse Arnhem le 18 octobre 2015. Lam marqua son deuxième but de la saison, lors d'une défaite 3-1 contre le FC Groningue le 30 janvier 2016. Lam termina sa deuxième saison, faisant trente-six apparitions (33 en championnat) et marquant deux fois dans toutes les compétitions.

#### Nottingham Forest
Le 8 juillet 2016, malgré l'intérêt de son ancien club, l'AZ Alkmaar, Thomas Lam fut transféré à Nottingham Forest. En rejoignant le club, Lam reçut le maillot numéro vingt-huit pour sa première saison, le même numéro qu'il portait à AZ Alkmaar. Lors du match d'ouverture de la saison, Lam marqua lors d'une victoire 4–3 contre Burton Albion le 6 août 2016. Après avoir raté deux matches, Lam marqua son deuxième but, lors d'une victoire 4–3 contre le Wigan Athletic le 20 août 2016. Après avoir raté la majeure partie du mois de septembre, en raison d'une blessure, Lam revint dans l'équipe première, jouant 45 minutes, lors d'une défaite 2-1 contre Bristol City le 1er octobre 2016. Trois semaines plus tard, le 22 octobre 2016, Lam reçut un carton rouge en seconde période, lors d'une défaite 2-1 contre Cardiff City. Après avoir purgé une suspension d'un match, il fait son retour lors d'un match nul 1–1 contre les Queens Park Rangers le 5 novembre 2016. Cependant, vers la fin de la saison, Lam perdit sa première place dans l'équipe à la suite du limogeage de Philippe Montanier. Thomas Lam fit un total de 21 apparitions et marqua 2 fois dans toutes les compétitions.

#### FC Twente
Cependant, le manager Mark Warburton annonça à Lam qu'il ne faisait plus partie de son plan d'équipe. Frustré de cette décision qu'il qualifie d'injuste, il laissa entendre qu'il pourrait quitter le club. Le 30 août 2017, Lam signa un prêt d'une saison avec le FC Twente, club d'Eredivisie. Lam fit ses débuts lors d'une défaite 1-0 contre le Sparta Rotterdam le 10 septembre 2017. Lors d'un match contre le FC Utrecht le 17 septembre 2017, Lam marqua son premier but pour le club, dans une victoire 4-0. Il marquera de nouveau le 5 novembre 2017, lors d'une défaite 4–3 contre le PSV Eindhoven. 

### En équipe nationale
Avec les moins de 19 ans, il inscrit un but contre la Moldavie, lors des éliminatoires du championnat d'Europe des moins de 19 ans 2012. Avec les espoirs, il marque un but contre l'équipe de Saint-Marin, lors des éliminatoires de l'Euro espoirs 2015.
Thomas Lam reçoit sa première sélection en équipe de Finlande le 9 juin 2015, en amical contre l'Estonie (défaite 0-2 à Turku). Par la suite, le 7 septembre 2015, il dispute un match contre les îles Féroé rentrant dans le cadre des éliminatoires de l'Euro 2016 (victoire 1-0 à Helsinki). Il est ensuite régulièrement convoqué lors des éliminatoires du mondial 2018.
Il est par la suite membre des 26 joueurs sélectionnés par Markku Kanerva pour disputer l'Euro 2020, première compétition internationale officielle de l'histoire pour les finlandais. Malheureusement pour lui, il ne disputera aucun des matchs du tournoi face au Danemark, la Russie et la Belgique. Les finlandais sortiront dès la phase de poules.

## Palmarès
- Finaliste de la Coupe des Pays-Bas en 2015 avec le PEC Zwolle